# 998 (numero)
Novecentonovantotto (998) è il numero naturale dopo il 997 e prima del 999.

## Proprietà matematiche
- È un numero pari.
- È un numero composto da 4 divisori: 1, 2, 499, 998. Poiché la somma dei suoi divisori (escluso il numero stesso) è 502 < 998, è un numero difettivo.
- È un numero semiprimo.
- È un numero omirpimes.
- È parte della terna pitagorica (998, 249000, 249002).
- È un numero palindromo e un numero ondulante nel sistema posizionale a base 11 (828).
- È un numero felice.
- È un numero nontotiente (per cui la equazione φ(x) = n non ha soluzione).
- È un numero congruente.

## Astronomia
- 998 Bodea è un asteroide della fascia principale del sistema solare.
- NGC 998 è una galassia spirale della costellazione della Balena.

## Astronautica
- Cosmos 998 è un satellite artificiale russo.